# San Fernando, Motozintla
San Fernando är en ort i Mexiko.   Den ligger i kommunen Motozintla och delstaten Chiapas, i den sydöstra delen av landet, 800 km sydost om huvudstaden Mexico City. San Fernando ligger 1 470 meter över havet och antalet invånare är 232.
Terrängen runt San Fernando är bergig åt nordost, men åt sydväst är den kuperad. Runt San Fernando är det ganska tätbefolkat, med 78 invånare per kvadratkilometer. Närmaste större samhälle är Motozintla de Mendoza, 19,5 km öster om San Fernando. I omgivningarna runt San Fernando växer i huvudsak städsegrön lövskog.